# Юстас Фаннін
Юстас Фаннін (англ. Eustace Fannin; 1 січня 1919 — 25 листопада 1997) — колишній південноафриканський тенісист.
Перемагав на турнірах Великого шолома в парному розряді.

## Фінали турнірів Великого шолома

### Парний розряд (1–1)
| Результат | Рік  | Турнір            | Покриття | Партнер        | Суперники                   | Рахунок            |
| --------- | ---- | ----------------- | -------- | -------------- | --------------------------- | ------------------ |
| Перемога  | 1947 | Чемпіонат Франції | Ґрунт    | Ерік Стерджесс | Том Браун Білл Сідвелл      | 6–4, 4–6, 6–4, 6–3 |
| Поразка   | 1949 | Чемпіонат Франції | Ґрунт    | Ерік Стерджесс | Панчо Гонсалес Френк Паркер | 3–6, 6–8, 7–5, 3–6 |